# Léo Sachs
Léo Sachs (Frankfurt del Main, 3 d'abril de 1856 - 13 de novembre de 1930) fou un compositor alemany que residí habitualment a França on donà a conèixer quasi totes les seves obres.
Entre aquestes hi figuren les melodies vocals Le rétour près de l'aimée, Aubade, Mélancolie, Le bateau rose, Il pleut, Bergère, Apaisement, Idylle, una sonata per a piano i violí, op. 33, un trio i un quintet per a instruments d'arc, un quartet de corda, op. 143, suites per a orquestra, intermezzos simfònics i l'òpera Les Burgraves, estrenada amb escàs èxit al Gran Teatre del Liceu de Barcelona a principis del 1926.